# Ayira
Pour les articles homonymes, voir Ayra.
Ayira est un woreda de l'ouest de Éthiopie situé dans la zone Mirab Welega de la région Oromia. Il a 47 537 habitants en 2007 et porte le nom de son centre administratif.
Le woreda Ayira et son voisin Guliso sont issus de la scission de l'ancien woreda Ayra Guliso en novembre 1999[réf. souhaitée].
Le nom du woreda comme celui de son centre administratif peuvent s'écrire Ayira,, Ayra ou Aira.
Limitrophe de la zone Kelam Welega au sud et à l'ouest, Ayira est bordé dans la zone Mirab Welega par Guliso au nord et Yubdo au sud-est.
Le recensement national de 2007 fait état pour ce woreda d'une population de 47 537 habitants dont 13 % de citadins avec 6 079 habitants au centre administratif. La majorité des habitants (88 %) sont protestants, 7 % sont orthodoxes et 4 % sont musulmans.
En 2022, la population du woreda est estimée à 70 574 personnes avec une densité de population de 137 personnes par km2 et 516 km2 de superficie.